# Robert Stadelmann
Robert Stadelmann (* 23. Januar 1972 in Marburg) ist ein ehemaliger österreichischer Nordischer Kombinierer.

## Karriere
Am 12. Dezember 1992 konnte er erstmals im Weltcup der Nordischen Kombination erstmals eine Top-10-Ergebnis erzielen. Beim Weltcup in Courchevel belegte er den zehnten Platz. Am Ende der Saison 1992/93 belegte er im Gesamtweltcup den 22. Platz. Nachdem er 1993 bei den österreichischen Meisterschaften in der Nordischen Kombination den zweiten Platz belegt hatte, wurde er 1994 österreichischer Meister in der Nordischen Kombination.
Die Saison 1994/95 war seine erfolgreichste Saison im Weltcup der Nordischen Kombination. In dieser Saison belegte er sein bestes Ergebnis im Weltcup am 10. Dezember 1994 beim Weltcup in Štrbské Pleso, wo er am Ende den achten Platz belegte. Im Gesamtweltcup belegte er am Ende der Saison mit insgesamt 268 Punkten den 18. Platz. Zudem qualifizierte er sich für die Nordischen Skiweltmeisterschaften 1995 in Thunder Bay und bildete dort mit Mario Stecher, Georg Riedelsperger und Klaus Ofner die österreichische Staffel, welche den fünften Platz belegte.
Nachdem er im Jahr 1996 erneut österreichischer Meister in der Nordischen Kombination wurde, gewann er im Jahr 1997, wo erstmals ein Sprint-Wettbewerb und ein Gunderson-Wettbewerb ausgetragen wurde, im Sprint-Wettbewerb die Silbermedaille und im Einzelwettbewerb seinen dritten und letzten österreichischen Meistertitel. Im selben Jahr qualifizierte er sich für die Nordischen Skiweltmeisterschaften 1997 in Trondheim, wo er gemeinsam mit Christoph Eugen, Felix Gottwald und Mario Stecher die österreichische Staffel bildete. Hinter der norwegischen und finnischen Staffel gewann das österreichische Quartett die Bronzemedaille.
Am 2. März 1997 konnte er erstmals im B-Weltcup aus den Podium stehen. Hinter Frédéric Baud und Igor Cuznar belegte er beim B-Weltcup in Courchevel den dritten Platz. Am Ende der Saison 1996/97 belegte er in der Gesamtwertung des B-Weltcup den zweiten Platz hinter Frédéric Baud und vor Falk Weber den zweiten Platz. Nachdem er am 10. Dezember 1998 in Taivalkoski im Sprint-Wettbewerb den zweiten Platz belegte, konnte er am 17. Januar 1999 in Chamonix zum ersten und einzigen Mal einen Wettbewerb im B-Weltcup gewinnen.